# Julien Lootens
Julien Lootens, detto Samson (Wevelgem, 2 agosto 1876 – Bruxelles, 5 agosto 1942), è stato un ciclista su strada e pistard belga.
Professionista dal 1901 al 1913 e poi per un anno ancora come individuale nel 1921, fu uno dei ciclisti che partecipò e concluse la prima storica edizione del Tour de France, terminando al settimo posto. Come molti ciclisti dell'epoca eroica usava lo pseudonimo Julien Samson quando si iscriveva alle gare ciclistiche.

## Carriera
Nel 1903 fu tra i sessanta corridori che presero parte alla prima edizione del Tour de France; Lootens si distinse nella competizione, riuscendo a cogliere diversi piazzamenti, fra cui il terzo posto nella tappa di Tolosa e in quella conclusiva di Parigi, e un secondo nella quarta tappa che prevedeva l'arrivo a Bordeaux, risultati che gli permisero di concludere al settimo posto nella classifica generale.
Sempre nel 1903 ottenne un terzo posto nei campionati belgi, dove fu battuto in una volata a due da Arthur Vanderstuyft, con il quale partecipò alla Sei giorni di New York.
Nel 1904 fu quarto nei campionati belgi e chiuse al decimo posto la Parigi-Roubaix, mentre al Tour de France si ritirò.
Nel 1905 partecipò nuovamente al Tour de France, dove tuttavia non ottenne gli stessi risultati del 1903 e concluse ventesimo nella classifica finale.
Nel 1906 fu terzo nei campionati belgi su pista nella categoria dello sprint e al Tour de France si ritirò nuovamente, mentre nel 1907 fu sedicesimo nella Parigi-Bruxelles.
Nel 1921, a più di quarant'anni, partecipò nuovamente alle gare di ciclismo, senza ottenere tuttavia risultati di rilievo.

## Piazzamenti

### Grandi Giri
- Tour de France

1903: 7º
1905: 20º
1906: ritirato (2ª tappa)

### Classiche monumento
- Parigi-Roubaix

1904: 10º